# 福特A型車 (1903—1904年)
最初的福特A型車是福特於1903年開始生產的第一輛汽车 。 第一位車主是位於芝加哥的牙醫恩内斯特芬尼格，于1903年7月23日 。在1903年至1904年期间，福特從其第一家工廠： 福特麦克大道工厂一共生產了1,750輛汽車，該工廠是位於底特律東區一處租用的木造結構建築。到1904年，福特C型车取代了A型車，兩者的销售期間有重疊。 

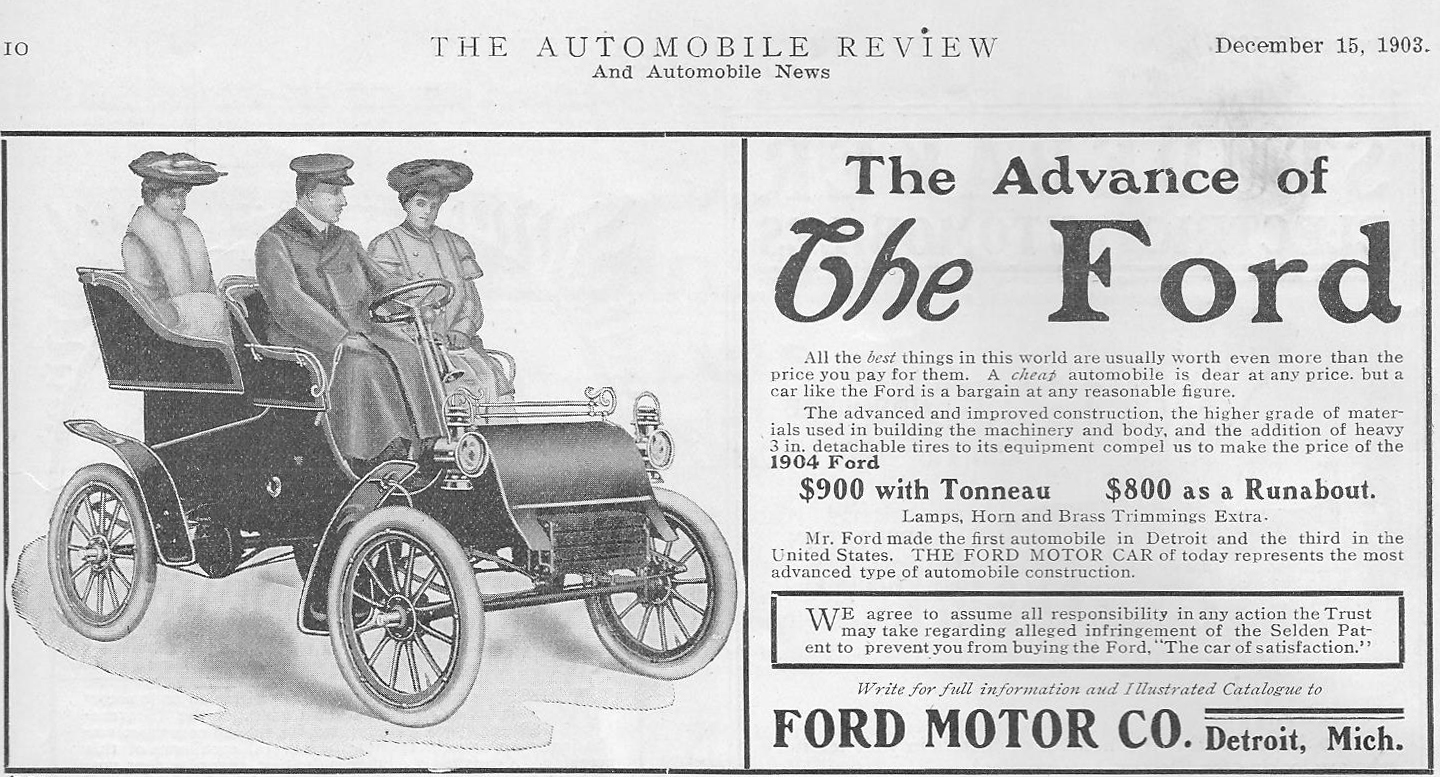
於1903年12月15日的报纸上刊登的A型車广告

这款车以800美元的雙人座小轎車與900美元的四人座小轎車兩種款式販售，另外車頂是可選購的。水平安装的水平二缸引擎位于汽车的中部，可輸出八個馬力（6  千瓦）的動力。行星齒輪變速箱配備了两个前进速度和后退速度，后来在福特T型车上看到了福特的标志。这辆车重1,240磅（562公斤），最高速度可達每小時28英里（45公里/小时）。輪胎的轴距为72英寸（1.8米），基本售价为750美元。選配配件包括100美元的後座車廂，含兩個座位和一个後門，30美元的橡膠車頂或50美元的皮革屋頂。後輪上使用了带式制动器 。 然而，它比其最直接的競爭對手Oldsmobile Curved Dash貴上150美元，因此賣得並不理想。 
福特公司至此幾乎耗盡其全部28,000美元的初始投資資金，當賣出第一款A型車時，其銀行帳戶只剩下223.65美元。该车型的成功為福特汽车公司帶來利潤，使公司成為亨利·福特的第一个成功企业。 
儘管福特宣稱A型車是「世界上最可靠的机器」，但它仍不可避免地得面對當時車輛常見的各種問題，包括過熱和传动带滑軌。 A型車在工廠出廠銷售時只有紅色，但有一部份後來又以其他颜色重新粉刷販售。 

## 福特AC型車
在1904年，A型車配備了出力較大，來自C型車的10匹馬力引擎，並以「AC型車」為名進行銷售。 AC型車與A型車在視覺上可以通过其较大的六乘三杆散热器進行區別。 